# Telegraph Avenue
Telegraph Avenue fue una banda de rock peruano que fusionó los ritmos psicodélicos con los ritmos latinos, y cuyo repertorio incluye mayoritariamente canciones en inglés. Publicaron dos LP siendo el primero de 1971 el que logró tener éxito. "Something going" y "Happy" son sus temas más emblemáticos y llegaron al Billboard, caracterizados también por su estilo hippie en sus vestimentas propias de la época. Su segundo álbum en 1975 tuvo poca acogida.

## Historia

### Primera etapa (1969-1971)
En octubre de 1969, luego de ser expulsado del grupo Los Holy's, Walo Carrillo se encontró con Bo Ichikawa (primo de César Ychikawa de Los Doltons), quien había viajado a San Francisco (California) donde conoció la contracultura hippie directamente desde la calle donde vivía, la calle Telegraph Avenue, pronto se unió a los ensayos Jerry Lam Cam, bajista que venía de Los Belking's y que quería participar en un proyecto más acorde con los nuevos sonidos que venían de Estados Unidos y luego se integró Chachi Luján. Poco después Jerry Lam viajó y en su reemplazo entró Alex Nathanson, quedando así conformada la banda.
Álex tenía canciones, que junto a las que estaba componiendo Bo y arreglando Chachi, se convirtieron en lo que sería su primer LP autodenominado Telegraph Avenue, publicado en 1971. Tras el rápido éxito del disco (que empezó vendiéndose el vinilo solo luego uno tenía que recoger su portada) la banda emprendió una gira a nivel nacional la cual fue muy productiva y que duraría hasta inicios del siguiente año y que culminaría cuando Walo Carrillo quien por haber tenido experiencia con su antigua banda también cumplía la labor de mánager para buscar contactos para los conciertos, sin embargo en una ocasión este fue arrestado y algunos de los integrantes pensaron que iba a suceder lo mismo que con Jerry Lam y decidieron buscar un nuevo baterista.
Chachi y Bo siguieron su camino con otros integrantes y formaron el grupo Katarsis, "Bo Ichikawa (guitarra), Chachi lujan (guitarra), Manolo Montenegro (voz), Carlos Torres (bajo) y Barreda (batería).

### Intermedio brillante: Tarkus (1972)
A inicios de 1972, Walo Carrillo luego de haber sido separado de Telegraph Avenue pues sus compañeros pensaron que tras su arresto ya no iba a volver, decidieron buscarle un reemplazo sin la aprobación de Alex Natanson, sin embargo al volver y darse con la sorpresa de que había sido reemplazado decidió emprender otro proyecto. Meses atrás había conocido en la Plaza San Martín a un hippie argentino de nombre Guillermo Van Lacke y que le propuso hacer un nuevo proyecto, este último iría a su país a conseguir un guitarrista (Darío Gianella) y finalmente se les uniría Alex Natanson y conformarían una de las primeras bandas de Heavy metal rock en Latinoamérica.

### Segunda etapa (1975)
Luego de la salida de Darío Gianella de Tarkus, los integrantes no se desanimaron. Guillermo Van Lacke viajó a Argentina a buscar otro guitarrista, Walo mientras tanto, formó junto a Germán Cabieses, Melissa Griffiths y Álex Natanson un grupo llamado Ganímedes. Cuando regresó Guillermo Van Lacke para seguir con Tarkus, los otros integrantes ya estaban en otros proyectos.
Para 1975 volvieron a juntarse como Telegraph Avenue a Bo Ichikawa, Álex Nathanson, Chachi Luján y Walo se integró el guitarrista Germán Cabieses. Un retorno que pasó prácticamente desapercibido. Publicaron el LP titulado Telegraph Avenue Vol.2. Para estas épocas las radio emisoras ya no daban la difusión de antes y no tuvo el éxito comercial del anterior disco. Sólo hicieron algunas presentaciones en vivo. Luego Chachi y Germán se fueron a vivir al extranjero. Culminando así una brillante considerada por muchos como Época de oro del rock peruano, luego se vendría un lapso debido a conflictos sociales y políticos donde prácticamente nadie volvió a grabar hasta la década siguiente.

### Retorno (2011)
En febrero de 2011 el grupo vuelve a los escenarios tras una invitación para tocar junto a We All Together en su concierto de despedida, los cuatro integrantes originales anuncian el regreso oficial de la banda y el lanzamiento de un nuevo disco, confirmándose para tocar el 1 de abril en el Teatro Peruano Japonés, acompañados por otros músicos como Tavo Castillo (Tecladista de Frágil), Christian Van Lacke (Guitarrista y compositor del grupo Tlön) y Germán Cabieses, quien fue miembro de Telegraph Avenue en su segunda etapa además de los emblemáticos Gerardo Manuel y el Grupo Amigos. Aunque la banda ya había hecho algunos conciertos en Barranco y una presentación el Jammin de Plus TV un par de años antes de esta reaparición oficial en público, también en estos años previos sus dos primeras producciones habían vuelto a ser relanzadas y remasterizadas por la disquera peruana Repsychled Records. Este tercer álbum titulado Telegraph Avenue III fue una recopilación de temas inéditos compuestos por ellos a mediados de los años setenta, antes que el grupo se disolviera y que fue grabado finalmente entre 2008 y 2011, en Estudios MCA de los Hermanos Cornejo y fue remasterizado en California. Esta presentación fue una de las mejores en vivo por la crítica ya que la banda aún seguía casi intacta desde sus últimas presentaciones a mediados de los 70s, algo muy anecdótico fue que en el intermedio de la presentación Chachi Luján y Alex Natanson preguntaron si había amigos integrantes de otras bandas en el público y la multitud enloqueció cuando Bill Morgan (Vocalista y bajista de The Mad's) y Cesar Ichikawa (Vocalista de Los Doltons) se levantan de sus asientos recibiendo también la ovación del público.

## Discografía
Discos de estudio
- Telegraph Avenue (MAG, 1971)
- Telegraph Avenue Vol. 2 (MAG, 1975)
- Telegraph Avenue III (2011)

Singles & EPs
- Telegraph Avenue / Happy (MAG, 1971)
- Something Going / Sometimes In Winter (MAG, 1971)
- Sungaligali / Lauralie (MAG, 1972)
- Let Me Start / Sweet Whatever (MAG, 1972)
- Evil Edna / Rockin' Rock (MAG, 1974)